# Компьютерная безопасность

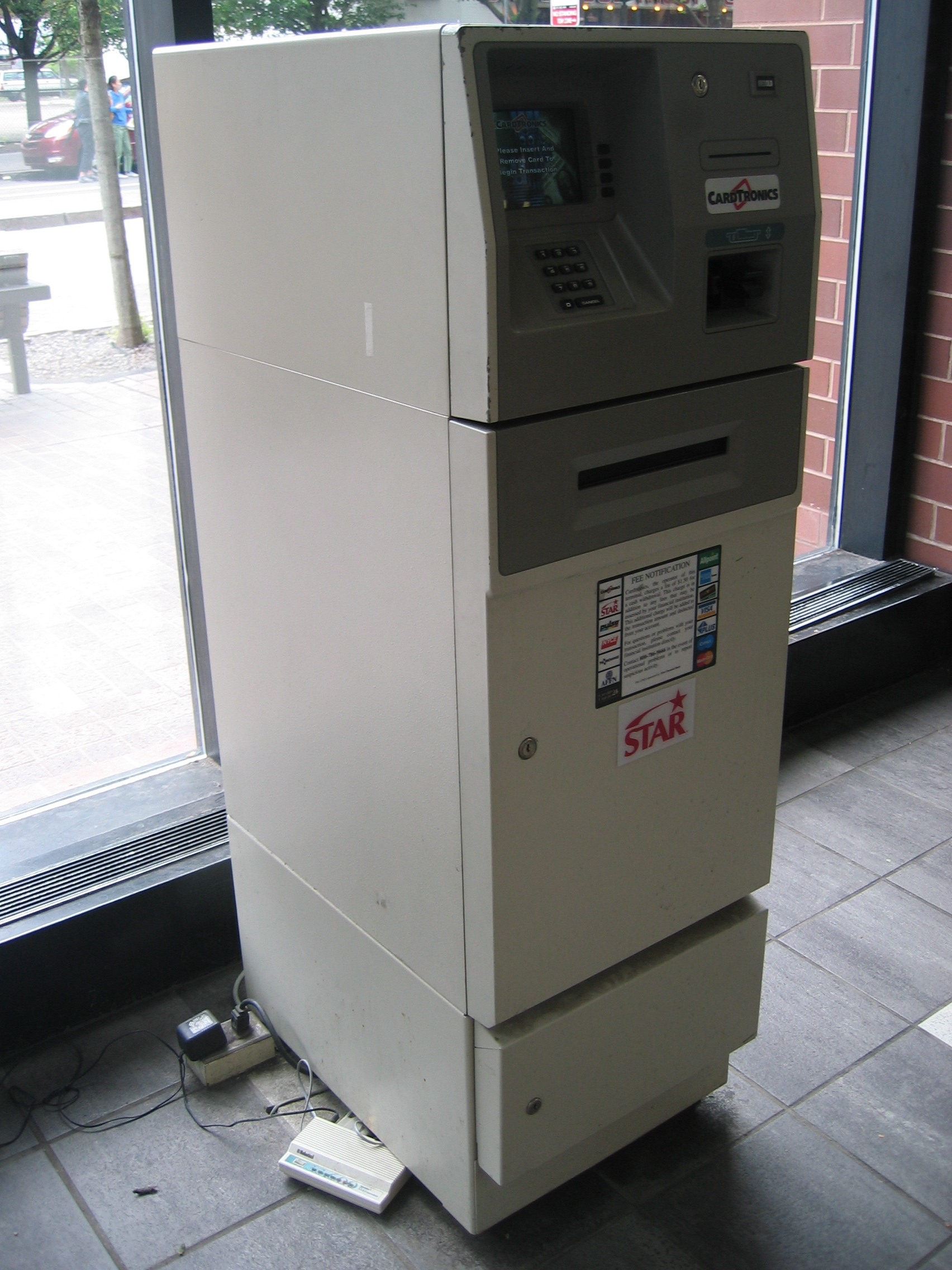
Банкомат — объект, нуждающийся в защите компьютерной сети

Компью́терная безопа́сность — раздел информационной безопасности, характеризующий невозможность возникновения ущерба компьютера, превышающего величину приемлемого ущерба для него от всех выявленных и изученных источников его отказов в определённых условиях работы и на заданном интервале времени.
Ки́бербезопа́сность — раздел информационной безопасности, в рамках которого изучают процессы формирования, функционирования и эволюции киберобъектов, для выявления источников киберопасности, образующихся при этом, определение их характеристик, а также их классификацию и формирование нормативных документов, выполнение которых должно гарантировать защиту киберобъектов от всех выявленных и изученных источников киберопасности. Также: набор процессов, передовых практик и технологий, которые помогают защитить критически важные системы и сети от цифровых атак.
Компью́терная безопа́сность — меры безопасности, применяемые для защиты вычислительных устройств (компьютеры, смартфоны и другие), а также компьютерных сетей (частных и публичных сетей, включая Интернет). Поле деятельности системных администраторов и специалистов в сфере компьютерной безопасности охватывает все процессы и механизмы, с помощью которых цифровое оборудование, информационное поле и услуги защищаются от случайного или несанкционированного доступа, изменения или уничтожения данных, и приобретает всё большее значение в связи с растущей зависимостью от компьютерных систем в развитом сообществе.
Ки́бербезопа́сность — процесс использования мер безопасности для обеспечения конфиденциальности, целостности и доступности данных. Системный администратор обеспечивает защиту активов, включая данные локальной сети компьютеров, серверов. Кроме того, под охрану берутся непосредственно здания и, самое главное, персонал. Целью обеспечения кибербезопасности является защита данных (как в процессе передачи и/или обмена так и находящихся на хранении). В целях обеспечения безопасности данных могут быть применены и контрмеры. Некоторые из этих мер включают (но не ограничиваются) контроль доступа, обучение персонала, аудит и отчётность, оценку вероятных рисков, тестирование на проникновение и требование авторизации.
Сейчас в некоторых странах планируется обучение кибербезопасности уже со школьной скамьи. Так, в Великобритании школьникам предлагаются уроки по кибербезопасности, на которых они будут обучаться навыкам, позволяющим обеспечить безопасность британских компаний и организаций от сетевых атак хакеров.

## Защита компьютера
Состояние «безопасности» компьютера — это концептуальный идеал, достигаемый при использовании трех процессов: предотвращение угрозы, обнаружение и ответ. Эти процессы основаны на различных политиках и системных компонентах, которые включают следующее:
- Элементы управления доступом к учетной записи пользователя и криптография могут защищать системные файлы и, соответственно, данные.

- На данный момент брандмауэры являются наиболее распространенными системами профилактики с точки зрения сетевой безопасности, поскольку они могут защищать доступ к внутренним сетевым службам и блокировать определенные виды атак посредством фильтрации пакетов. Брандмауэры могут быть как аппаратными, так и программными.

- Системы обнаружения вторжений (IDS) предназначены для обнаружения сетевых атак в процессе разработки и оказания помощи в криминалистике после атаки, в то время как контрольные журналы выполняют аналогичную функцию для отдельных систем. «Ответ» обязательно определяется оцененными требованиями безопасности отдельной системы и может охватывать диапазон от простого обновления защиты до уведомления компетентных органов.